# Humberfloden (Ontario)
Humberfloden (engelska: Humber River) är ett vattendrag i Kanada.   Det ligger i provinsen Ontario, i den sydöstra delen av landet, 400 km sydväst om huvudstaden Ottawa.